# Kirchheim am Neckar
Kirchheim am Neckar ist eine Gemeinde im Landkreis Ludwigsburg in Baden-Württemberg. Sie gehört zur Region Stuttgart (bis 1992 Region Mittlerer Neckar) und zur europäischen Metropolregion Stuttgart.

## Geographie

### Geographische Lage
Kirchheim am Neckar liegt überwiegend am Rücklauf einer ehemaligen linken Schleife des Neckars, durch die heute der Mühlbach zum Fluss zieht, an dessen westlichem Ufer. Heilbronn ist im Nordnordosten in Luftlinie etwa 12 km entfernt, die Kreisstadt Ludwigsburg im Süden etwa 17 km.

### Nachbargemeinden
Die Nachbarkommunen sind reihum die Stadt Brackenheim im Nordwesten, die Stadt Lauffen am Neckar im Norden und Nordosten und ebenfalls noch im Nordosten die Gemeinde Neckarwestheim, die alle dem Nachbar-Landkreis Heilbronn angehören. Im eigenen Landkreis Ludwigsburg folgen die Gemeinden Gemmrigheim im Südosten, Walheim im Süden und Bönnigheim im Westen.

### Gemeindegliederung
Zu Kirchheim am Neckar gehören das Dorf Kirchheim am Neckar und das Gehöft Römerhof.

### Flächenaufteilung
Nach Daten des Statistischen Landesamtes, Stand 2014.

## Geschichte
Kirchheim am Neckar wurde im Jahre 1003 erstmals in einer Urkunde König Heinrichs II. erwähnt. Kirchheim hatte den Status eines Reichsdorfes, dessen Bürger keine Leibeigenen waren und keine Frondienste leisten mussten. Mit dem zunehmenden Verfall der kaiserlichen Macht fürchteten die Kirchheimer die Begehrlichkeit des benachbarten Adels und stellten sich um 1400 freiwillig unter den Schutz der Grafen von Württemberg. Graf Eberhard V. bestätigte 1477 die Rechte Kirchheims in einem Freiheitsbrief gegen Zahlung einer jährlichen Steuer. 1683 erhielt das Dorf die Marktrechte. Bis 1803 war Kirchheim dem Amt Brackenheim unterstellt. Nach der Gründung des Königreichs Württemberg kam der Ort 1808 zum Oberamt Besigheim. 1938, bei der württembergischen Gebietsreform während der NS-Zeit, wurde Kirchheim dem Landkreis Ludwigsburg zugeordnet. 1945 wurde der Ort Teil der Amerikanischen Besatzungszone und gehörte somit zum neu gegründeten Land Württemberg-Baden, das 1952 im jetzigen Bundesland Baden-Württemberg aufging.

## Religionen

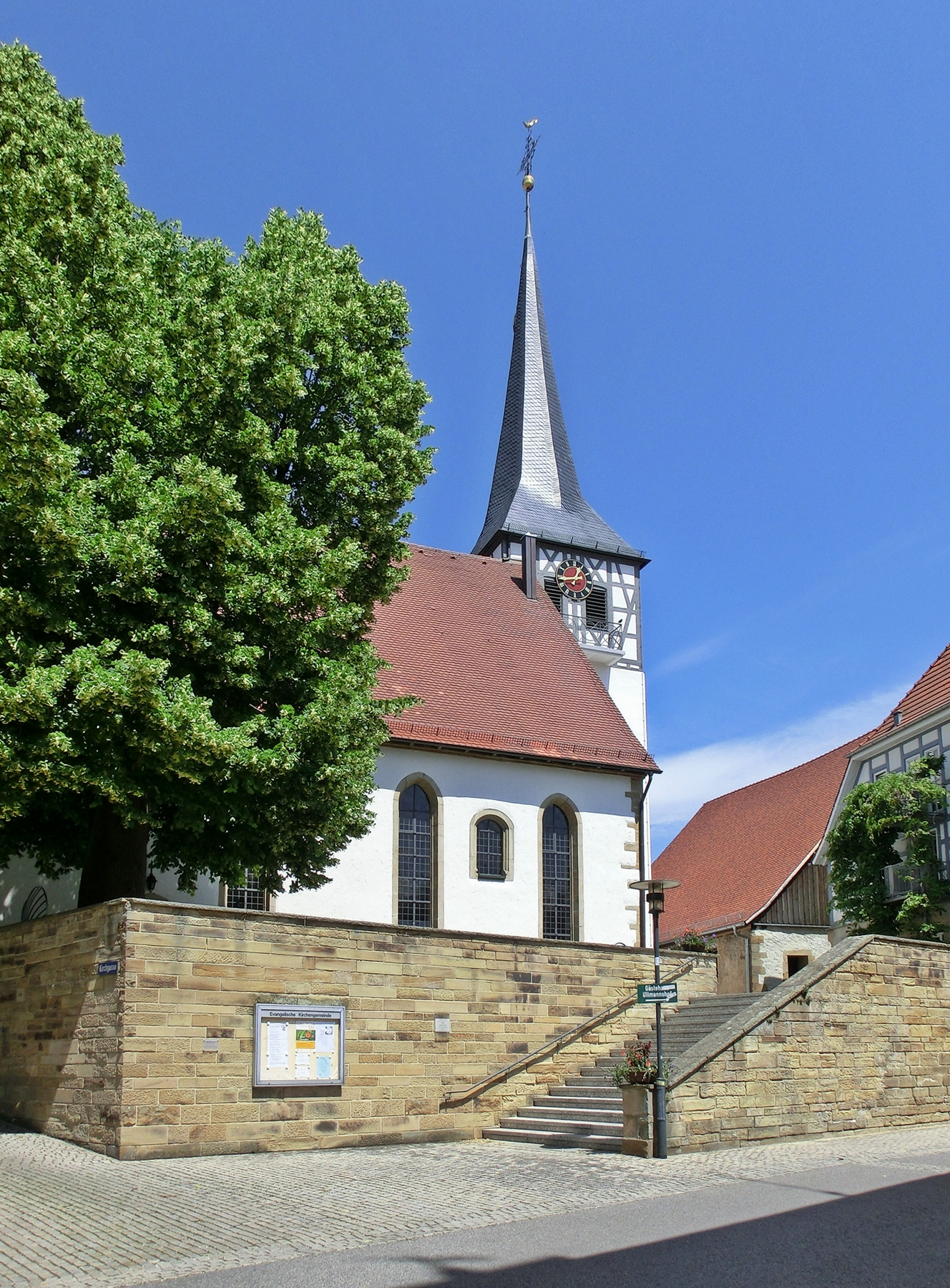
Evang. Mauritiuskirche

Seit Einführung der Reformation im 16. Jahrhundert ist Kirchheim überwiegend protestantisch geprägt. Neben der evangelischen Mauritiuskirche gibt es aber inzwischen mit der Marienkirche auch wieder eine römisch-katholische Kirche im Ort. Das Christliche Centrum Kirchheim hingegen gehört zum Bund Freikirchlicher Pfingstgemeinden.
Neben den bereits erwähnten Kirchen gibt es auch eine Moschee.

## Bevölkerungsstruktur
Kirchheim am Neckar hat einen hohen Anteil an Einwanderern und mit 24,3 % (Stand 2011) den höchsten Ausländeranteil in der Region Stuttgart.

## Politik

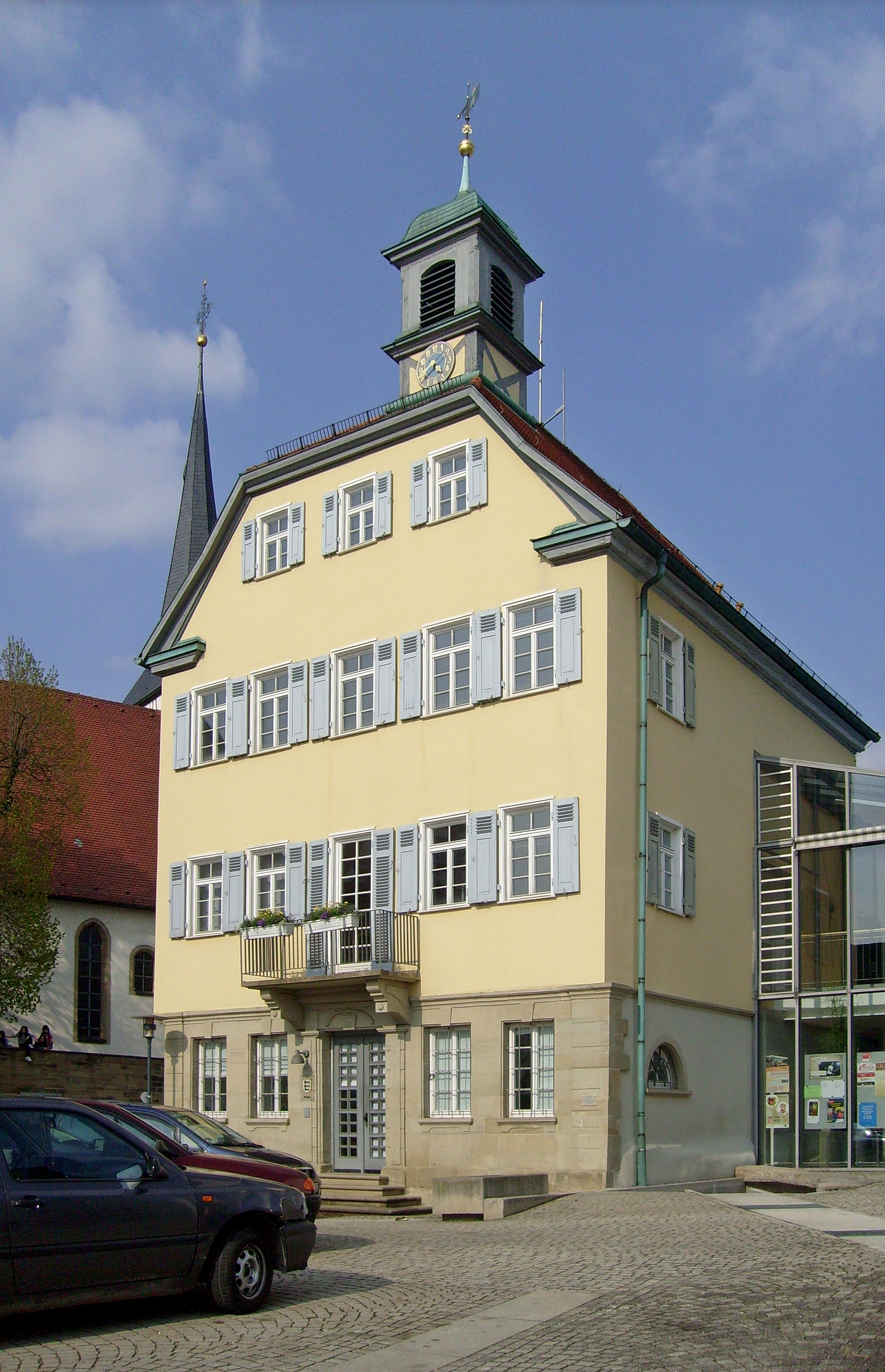
Rathaus Kirchheim

### Bürgermeister
Bürgermeister ist seit 1999 Uwe Seibold. Er wurde 2007, 2015 und 2023 wiedergewählt.

### Gemeinderat
Der Gemeinderat in Kirchheim besteht aus den 14 gewählten ehrenamtlichen Gemeinderäten und dem Bürgermeister als Vorsitzendem. Der Bürgermeister ist im Gemeinderat stimmberechtigt.
Die Kommunalwahl am 9. Juni 2024 führte zu folgendem Ergebnis. Die Wahlbeteiligung betrug 55,51 %. 
| Liste                                   | Stimmen | Sitze | Ergebnis 2019    |
| Wählergemeinschaft Kirchheim (WGK)      | 55,03 % | 8     | 56,54 %, 8 Sitze |
| Unabhängige Wählervereinigung Kirchheim | 12,23 % | 2     | 36,22 %, 5 Sitze |
| CDU                                     | 32,74 % | 4     | 7,24 %, 1 Sitz   |

### Wappen und Flagge
Das Gemeindewappen zeigt in Blau eine eintürmige silberne Kirche mit Dachreiter. Die Gemeindeflagge ist weiß-blau. Wappen und Flagge wurden am 18. April 1966 verliehen.

### Partnerschaften
Kirchheim am Neckar unterhält seit 1997 freundschaftliche Beziehungen zu Piolenc in der Provence in Frankreich.

### Patenschaft
1986 wurde die Patenschaft für die vertriebenen Sudetendeutschen aus der Gemeinde Stangendorf im Schönhengstgau übernommen.

## Kultur und Sehenswürdigkeiten

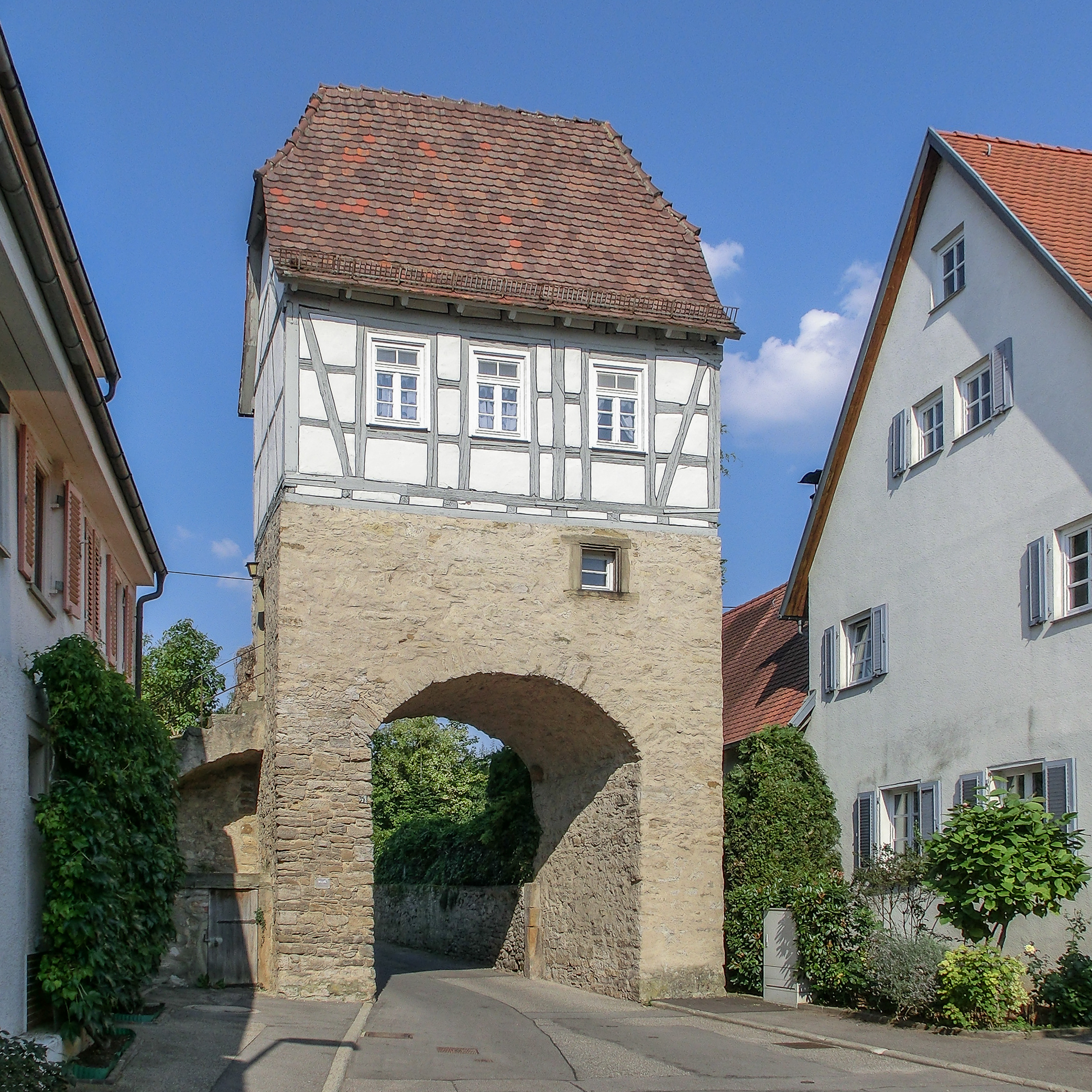
Das Neckartor

Kirchheim liegt an der Württemberger Weinstraße, die an vielen Sehenswürdigkeiten vorbeiführt.

## Wirtschaft und Infrastruktur
Kirchheim ist ein Weinbauort, dessen Lagen zur Großlage Stromberg im Bereich Württembergisch Unterland des Weinbaugebietes Württemberg zählen.

### Verkehr
Mit der Anschlussstelle Mundelsheim der Bundesautobahn 81 ist die Gemeinde an das Autobahnnetz angeschlossen. Die Bundesstraße 27 verläuft durch Kirchheim.
Der Ort liegt an der Frankenbahn (Stuttgart – Würzburg), Haltepunkt ist der Bahnhof Kirchheim (Neckar). Es gibt ungefähr im Halbstunden-Takt Verbindungen mit RegionalBahn-Zügen in Richtung Stuttgart und in Richtung Heilbronn. Busverbindungen bestehen nach Bönnigheim, Gemmrigheim, Walheim und Besigheim.
Durch eine Alltagsroute aus dem Radnetz Baden-Württemberg ist Kirchheim über Walheim mit Bietigheim-Bissingen und in der anderen Richtung über Lauffen am Neckar mit Heilbronn verbunden. In Kirchheim auf derselben Strecke verläuft der Neckartal-Radweg, der als Landes-Radfernweg von Villingen-Schwenningen nach Mannheim führt.
Auch mit dem Schiff ist Kirchheim zu erreichen, die Neckar-Personenschifffahrt bedient die Anlegestelle unterhalb des Bahnhofs.

### Bildung
Die Gemeinde verfügt über eine Gemeinschaftsschule (Schule auf dem Laiern). Daneben gibt es noch je zwei kommunale und evangelische sowie einen römisch-katholischen Kindergarten.

## Söhne und Töchter der Stadt
- Konrad Braun (um 1495–1563), Theologe, Hochschullehrer, fürstbischöflicher Kanzler, Leiter der Kanzlei am Reichskammergericht
- Gottfried Kaelble (1848–1911), Unternehmer, Gründer der Firma Kaelble
- Christian Belschner (1854–1948), Lehrer und Historiker
- Ulrich Rebstock (* 1951), Orientalist und Islamwissenschaftler
- Tobias Vogt (* 1985), CDU-Politiker und Mitglied des Landtags von Baden-Württemberg. In Kirchheim am Neckar aufgewachsen und zur Schule gegangen. Er ist seit 2019 für die CDU Gemeinderat in Kirchheim am Neckar.